# Habronattus brunneus
Habronattus brunneus es una especie de araña saltadora del género Habronattus, familia Salticidae. Fue descrita científicamente por George Williams Peckham y su esposa E. G. Peckham en 1907.
Habita en los Estados Unidos y el Caribe.